# 長崎半島

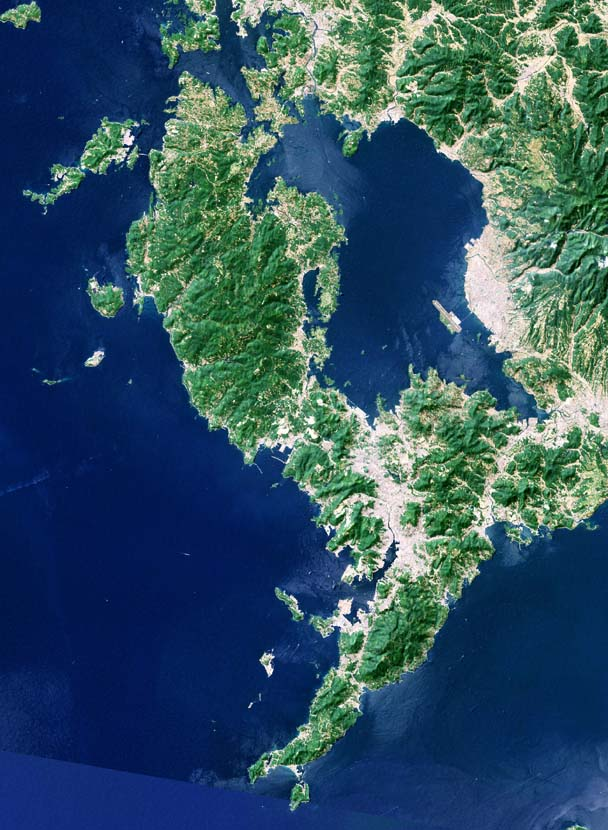
圖最下方的半島即為長崎半島

長崎半島（日语：／ Nagasaki hantō */?）為日本九州岛西北部的半島，與東邊的島原半島隔著橘灣。整個半島由長崎縣長崎市管轄。